# Erythropogon ichneumoniformis
Erythropogon ichneumoniformis är en tvåvingeart som beskrevs av White 1914. Erythropogon ichneumoniformis ingår i släktet Erythropogon och familjen rovflugor. Inga underarter finns listade i Catalogue of Life.